# Neonförbränning
Neonförbränning är samlingsnamnet på fusionsprocesser i en massiv stjärna där neon fusionerar till syre och magnesium som ackumuleras i stjärnans mitt. Neonförbränning äger rum i stjärnor > 8 M☉ när de svällt upp till röda superjättar och startar när temperaturen når 1,6 miljarder K. En stor del av energin som frigörs vid neonfusionen frigörs i form av neutriner istället för värme. Det gör att stjärnans förbränningshastighet ökar markant eftersom strålningstrycket, som förhindrar stjärnans kollaps, inte ökar i samma takt som förbränningen. Stjärnans neonkärna förbränns snabbt och redan efter ca 1 år är temperaturen i kärnan hög nog för att syreförbränning ska starta om stjärnan är tung nog.

## Kärnreaktioner

### Förenklat skrivsätt
20Ne + 20Ne → 16O + 24Mg + γ 

### Reaktioner med mellansteg
Process 1

20Ne + γ → 16O + 4He 

20Ne + 4He → 24Mg + γ 

I process 1 får gammastrålningen neonkärnan att sönderfalla till syre och helium. I ett andra steg fusionerar en neonkärna med heliumkärna (alfapartikel) från första steget i en fortsättning på trippel-alfa-processen.
Process 2

20Ne + n → 21Ne + γ 

21Ne + 4He → 24Mg + n 

I process 2 omvandlas en 20Ne-kärna till 21Ne genom neutroninfångning. I ett andra steg fusionerar 21Ne-kärnan från första steget med en alfapartikel och bildar 24Mg.